# Lygnern
Lygnern is een meer in de Zweedse gemeenten Kungsbacka in Hallands län en Mark in Västra Götalands län
Met zijn 33 km² is het het grootste meer van Hallands län, hoewel het daar maar gedeeltelijk in ligt. Het meer vindt zijn oorsprong in de afdamming door de eindmorene Fjärås Bräcka op een niveau van 15 m boven de zeespiegel.
Afwatering gebeurt in Sätila door de Rolfsån.
Men kan er vissen op baars en forel.
De drinkwatervoorziening van Kungsbacka gebeurt door aftapping bij Fjärås, met vermenging met grondwater. In 2006 werd Lygnern genomineerd als schoonste meer van Zweden.
Vroeger bezat de nationale spoorwegmaatschappij Statens Järnvägar een grindgroeve te Fjärås Bräcka, vanwaar een enkelspoorverbinding naar station Fjäras liep. Deze lijn werd op 1 augustus 1979 opgeheven.
Rondvaarten op het meer gebeurden vroeger met het stoomschip ISA. Sinds 2012 is dit vervangen door de elektroboot ISA af Lygnern.